# تشانغ بينغ لين
تشانغ بينغ لين (بالإنجليزية: Zhang Binglin) (و. 1868 – 1936 م) هو لغوي، وبروفسور، وفيلسوف، واجتماعي من الصين .

## روابط خارجية
- تشانغ بينغ لين على موقع الموسوعة البريطانية (الإنجليزية)